# Pfarrhaus (Förnbach)

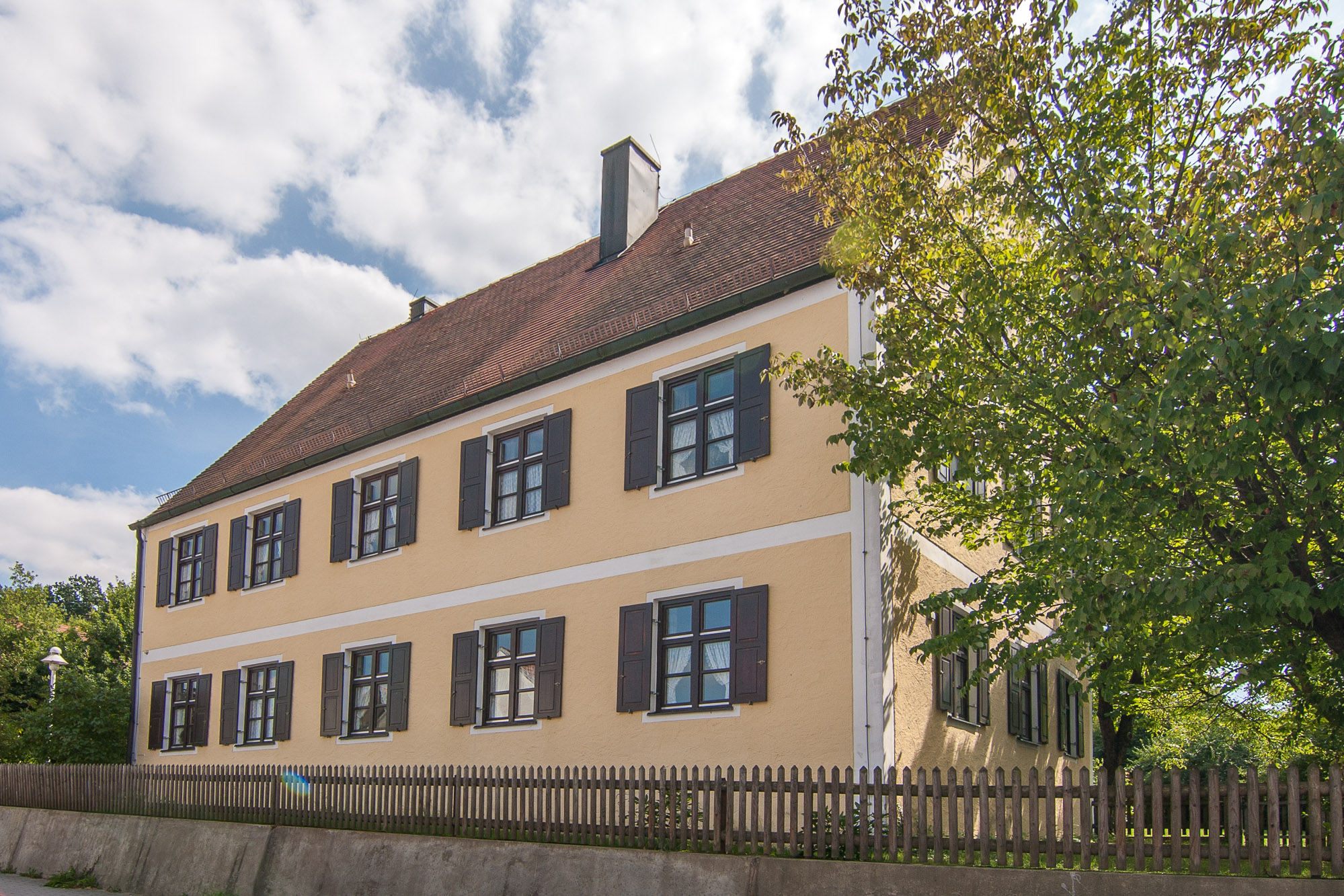
Pfarrhaus in Förnbach

Das Pfarrhaus in Förnbach, einem Stadtteil von Pfaffenhofen an der Ilm im oberbayerischen Landkreis Pfaffenhofen an der Ilm, wurde 1743 errichtet. Das Pfarrhaus an der Förnbachstraße 24, neben der katholischen Pfarrkirche Mariä Himmelfahrt, gehört zu den geschützten Baudenkmälern in Bayern.
Der zweigeschossige, traufseitige und verputzte Steilsatteldachbau mit Lisenengliederung besitzt fünf zu drei Fensterachsen.
In den Jahren 1982/83 wurde das Gebäude umfassend renoviert.